# Malonowo
Malonowo (deutsch Mallnow) ist ein Dorf in der Woiwodschaft Westpommern in Polen. Das Dorf gehört zur Gmina Karlino (Stadt- und Landgemeinde Körlin) im Powiat Białogardzki (Belgarder Kreis).

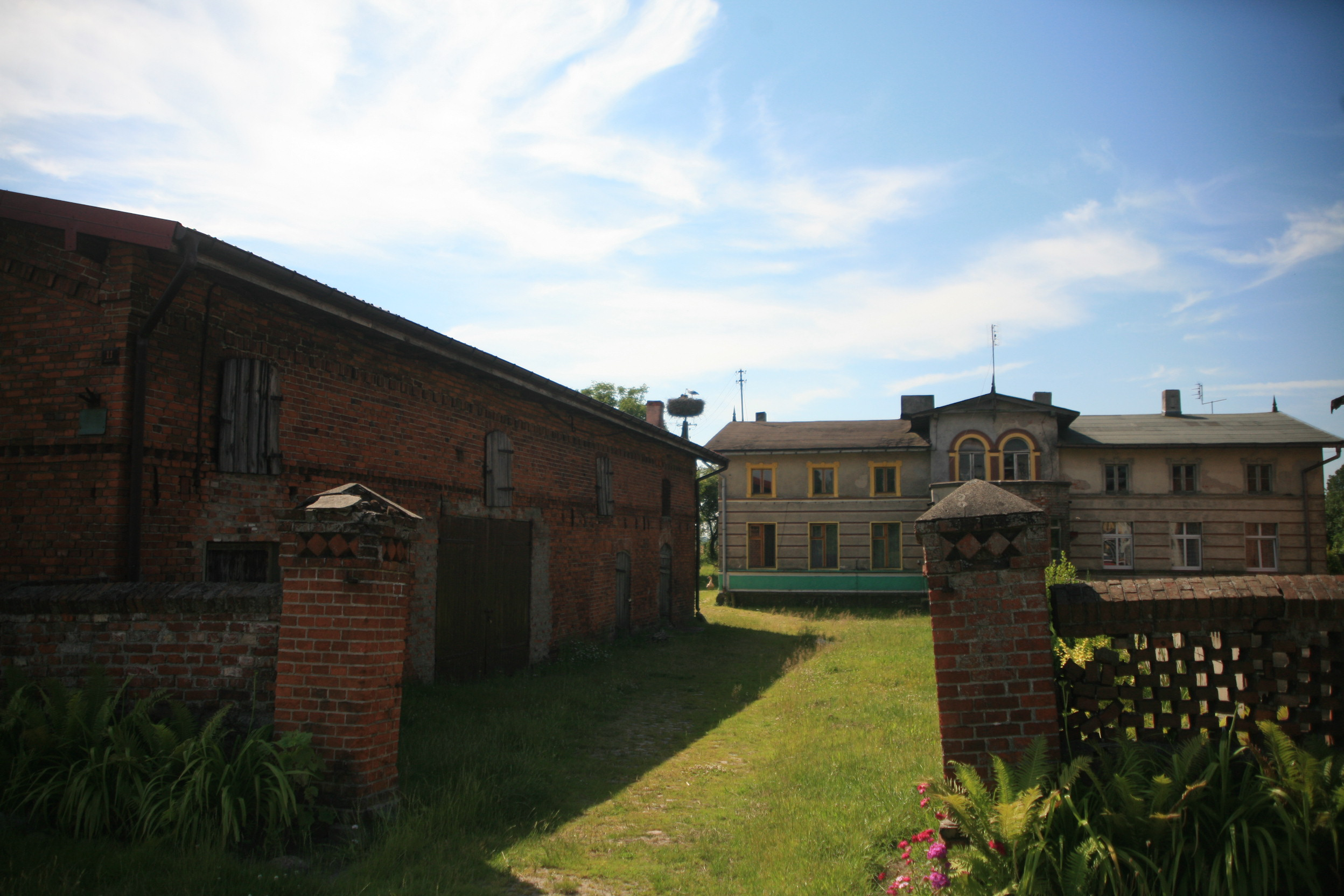
Ortsbild (2014)

## Geographische Lage
Das Dorf liegt in Hinterpommern, etwa 105 km nordöstlich von Stettin und etwa 25 km südöstlich von Kolberg. Durch das Dorf führt in West-Ost-Richtung die Staatsstraße 6, die hier der ehemaligen Reichsstraße 2 entspricht.
Die nächsten Nachbarorte sind im Norden Krukowo (Kruckenbeck), im Osten an der Staatsstraße Kozia Góra (Koseeger), im Süden Zwartowo (Schwartow) und im Südwesten etwas abseits der Staatsstraße Karwin (Karvin).

## Geschichte
Das Dorf wurde im Mittelalter im Herzogtum Pommern als Gassendorf angelegt. Die erste urkundliche Erwähnung als „Molonow“ findet sich in einer Urkunde aus dem Jahre 1260, die aber möglicherweise unecht ist. Die erste gesicherte urkundliche Erwähnung erfolgte 1276, als der Camminer Bischof Hermann von Gleichen der Kolberger Domkirche ihre Einkünfte bestätigte, darunter Einkünfte der fünften Domherrenpfründe aus dem „Malenowe“ genannten Dorf.
Mallnow war ein altes Lehen der adligen Familie Podewils. Im Jahre 1494 gehörten Mallnow und das benachbarte Koseeger einem Carsten Podewils. Die Vasallentabelle des Stifts Cammin zeigt 1565 einen Asmus Podewils als Besitzer von Mallnow, 1572 einen Carsten Podewils.
In Ludwig Wilhelm Brüggemanns Ausführlicher Beschreibung des Königlich-Preußischen Herzogtums Vor- und Hinterpommern (1784) ist Mallnow unter den adeligen Gütern des Fürstentums Cammin aufgeführt. Damals gab es in Mallnow ein Vorwerk, also den Gutsbetrieb, eine auf der Feldmark gelegene „Kuhpächterey“, Höfchen genannt, eine Wassermühle, vier Bauernstellen, einen Krug und ein Schulhaus, insgesamt 11 Haushaltungen („Feuerstellen“). Mallnow lag damals „auf der großen Landstraße von Cörlin über Regenwalde nach Stargard“.
Die genannte „Kuhpächterey“ Höfchen war ein kleines Vorwerk, das nach der Schmettauschen Karte von 1780 südlich des Dorfes Mallnow in Richtung Schwartow lag. Ab 1816 wurde es nicht mehr genannt.
Die durch Mallnow führende Landstraße wurde um 1830 zur Chaussee („Steinbahn“) ausgebaut, dabei erhielt Mallnow ein Chausseehaus.
Ab 1861 bestanden der Gutsbezirk Mallnow und die etwa gleich große Landgemeinde Mallnow nebeneinander. Der Gutsbezirk umfasste (Stand 1864) ein Gebiet von 266 Hektar und zählte (Stand 1867) 103 Einwohner, die Landgemeinde umfasste (Stand 1864) ein Gebiet von 272 Hektar und zählte (Stand 1867) 114 Einwohner.
Das Gut Mallnow gehörte lange Zeit den Besitzern des benachbarten Gutes Koseeger und wurde zuletzt als ein Vorwerk von Koseeger aus geführt. Als Fideikommiss, der ausnahmsweise auch an weibliche Nachkommen gehen konnte, gelangte Koseeger mit Mallnow um 1895 an Hedwig von Podewils, verheiratete Gräfin Poninski. Nach ihrem Tode 1934 wurde ihr Erbe der Jurist Carl von Waldow der letzte Besitzer von Koseeger mit Mallnow.
Mit der Auflösung der Gutsbezirke in Preußen wurden 1928 die Gutsbezirke Mallnow, Koseeger und Kruckenbeck in die Landgemeinde Mallnow eingemeindet.
Vor 1940 beinhaltete das Rittergut Mallnow der Familie von Waldow 338 ha. Regierungsdirektor a. D. von Waldow wohnte in Koseeger.
Bis 1945 bildete Mallnow eine Landgemeinde im Landkreis Kolberg-Körlin in der preußischen Provinz Pommern. Neben Mallnow bestanden die Wohnplätze Koseeger und Kruckenbeck.
Gegen Ende des Zweiten Weltkriegs wurde Mallnow am 4. März 1945 durch die Rote Armee eingenommen. 1945 kam Mallnow, wie ganz Hinterpommern, an Polen. Die Bevölkerung wurde vertrieben und durch Polen ersetzt. Der Ortsname wurde zu „Malonowo“ polonisiert.
Das Dorf gehört heute zur Gmina Karlino (Stadt- und Landgemeinde Körlin), in der es ein eigenes Schulzenamt bildet. Vom Gutshaus zeugen heute nur Stufen einer Treppe und Fundamente von Wirtschaftsgebäuden.

## Entwicklung der Einwohnerzahlen
- 1816: 089 Einwohner[6]
- 1855: 231 Einwohner[6]
- 1864: 216 Einwohner[6]
- 1895: 221 Einwohner[6]
- 1919: 220 Einwohner[6]
- 1925: 232 Einwohner[6]
- 1933: 602 Einwohner, mit den eingemeindeten Orten Koseeger und Kruckenbeck[6]
- 1939: 552 Einwohner, mit den eingemeindeten Orten Koseeger und Kruckenbeck[6]
- 2014: 137 Einwohner[7]